# Казебијанке (Асколи Пичено)
Казебијанке (итал. Casebianche) насеље је у Италији у округу Асколи Пичено, региону Марке.
Према процени из 2011. у насељу је живело 4 становника. Насеље се налази на надморској висини од 371 м.